# Перегузня звичайна
Перегузня степова, перегузня, перегузня звичайна (Vormela peregusna) — вид хижих ссавців родини Куницевих (Mustelidae). Єдиний представник свого роду. Ареал простягається від Південно-Східної Європи, через Малу Азію, Близький Схід, Кавказ і Центральну Азію в Північний Китай і Монголію. Раритетний вид, занесений до Червоної книги України та інших природоохоронних документів.

## Етимологія
Наукова назва виду peregusna походить від назви цієї істоти в Україні. Походження назви не цілком ясне, очевидно пов'язане зі словом гузно.

## Перегузня в Україні
В Україні перегузня поширена на території Запорізької, Донецької та Луганської областей. Живе в цілинних степах, у норах, на поверхню вилазить рідко й то вночі або в сутінки. Рідше селиться в чагарниках, долинах річок та окрайках лісових масивів у лісостепу. Перегузні звичайні — дуже корисні тварини. Вчені підрахували, що кожна особина, знищуючи від 300 до 820 гризунів, щороку зберігає тільки таким чином три тонни зеленої трави.
Перегузня звичайна занесена до Червоної книги України. Природоохоронний статус виду: рідкісний. В Україні мешкає близько 100 особин. Причини зміни чисельності: трансформація цілинних степів в агроценози, а також повсюдне зникнення ховрахів та сліпаків — основних жертв хижака. Охороняється в Луганському державному (ділянки «Стрільцівський степ», «Провальський степ») та в Українському державному заповідниках (ділянка «Хомутовський степ»).

## Морфологія
Морфометрія. Довжина голови й тіла: 290—380 мм, довжина хвоста: 150—218 мм, вага: 370—715 грам.
Опис. Перегузня нагадує тхора лісового, але вирізняється своїм строкатим забарвленням спини та боків і довгими кігтями. Плями на спині червонувато-коричневі і білі або жовтуваті; хвіст, як правило, білуватий з темним кінчиком. Низ тіла темно-коричневий або чорнуватий. Самиці мають п'ять пар молочних залоз.
Морда коротка, вуха великі, округлі і дуже помітні через білий колір. Хвіст довгий з довгим волоссям, тоді як в цілому шерсть коротка (остьове волосся, 13 мм у довжину, підшерстя бл. 5 мм) і гладенька. Ніс чорний оголений. Очі добре розвинені; вібриси малочисельні й довгі (33 мм). Обличчя, відмічене чорним і білим, з широкою чорною смугою через око, а горизонтально на лобі тягнеться жовтувато-біла смуга. Хутро навколо рота біле. Кінцівки короткі, але сильні. Передні ступні більші ніж задні й кігті на передніх довші, ніж на задніх — довжина передніх кігтів 7.4–16.7 мм. Зубна формула: I 3/3, C 1/1, P 3/3, M 1/2 = 34 зуба.

## Поведінка
Це головним чином нічна й сутінкова тварина, але іноді проявляє активність і вдень. Своїми сильними лапами і довгими кігтями вона викопує глибоку, простору нору, хоча також може знайти притулок в норах інших тварин. За допомогою радіостежень встановлено, що перегузня долає до 1 км на добу, рідко повторюючи свій попередній маршрут і змінюючи своє лігво і територію активності кожні 2-3 дні. Полює на гризунів, птахів, рептилій та інших тварин. Живуть перегузні поодинці за винятком сезону розмноження. Покладається перегузня в основному на добре розвинений нюх, її зір слабкий. У неї є два альтернативні методи вбивства жертви. Перший це проникнення в тіло жертви іклами, а щоб убити дрібну здобич, перегузня розчавлює грудну клітку. Між лисицею звичайною (Vulpes vulpes) і перегузнею можуть виникнути спільні полювання. Перегузня може забиратися в тунелі сліпаків під час полювання, а також вона може зберігати надлишок впольованого.

## Розмноження
Для перегузні характерна латентна фаза розвитку зародка. У квітні — травні спостерігається максимум (53-54 %) породіль, які загалом трапляються з березня по листопад включно. Самиця народжує 2-14 малят вагою 3,2-4,7 г, хоча інтенсивність відтворення низька — близько 8 ембріонів на 100 самиць. Ймовірно у вихованні нащадків беруть участь обоє батьків.
В Ізраїлі. Шлюбний сезон в Ізраїлі триває з середини квітня до початку червня і деякі самці зазнають зміни кольору: жовті плями хутра переходять у яскраві плями оранжевого кольору. У неволі самиці народжують 1-8 малят, їхні очі залишаються закритими до 40-денного віку, однак вони починають приймати тверду їжу в 30-денному віці. Самиці досягають дорослого розміру та статевої зрілості в 3-місячного віку, але самці у 5-місячному, а досягають статевої зрілості в 1 рік. Тільки мати піклується про молодь, яку виховує в гнізді з трави і листя, розміщеного в норі.

## Генетика
Vormela peregusna має 2n = 38 хромосом, з основним числом NF=68-72. 5 пар хромосом метацентричних, 12 пар субметацентричних, 1 пара акроцентрична. Х-хромосома невелика і мета- або субметацентрична, тоді як Y-хромосома — акроцентрична.

## Охорона
На більшій частині ареалу стан природних популяцій виду залишається загрозливим. Саме тому він, згідно Червоного списку МСОП, отримав охоронну категорію «вразливий вид». У ряді регіонів спостерігається тенденція до зниження чисельності популяції виду. Тому перегузня звичайна занесена до Європейського Червоного списку (охоронна категорія: вразливий вид), Резолюції 6 Бернської конвенції, для яких Україна створює Смарагдову мережу, а також до Додатку ІІ цієї ж конвенції (охоронна категорія: види фауни, що підлягають особливій охороні).
Вид занесений також до Червоної книги України на підставі тенденції до скорочення ареалу, фрагментації оселищ і низької чисельності (охоронна категорія: «рідкісний вид»). Вид занесений також до Червоних книг/списків ряду країн Європи та Азії.
Основною загрозою для виду є втрата природних степових і пустельних середовищ існування. Певну загрозу в Європі може становити отруєння родентицидами основних видів здобичі (степових гризунів). У Китаї головною загрозою для виду є опустелювання, в Ізраїлі — надмірне полювання. Мешкає на ряді природоохоронних територій у межах ареалу.

## Галерея

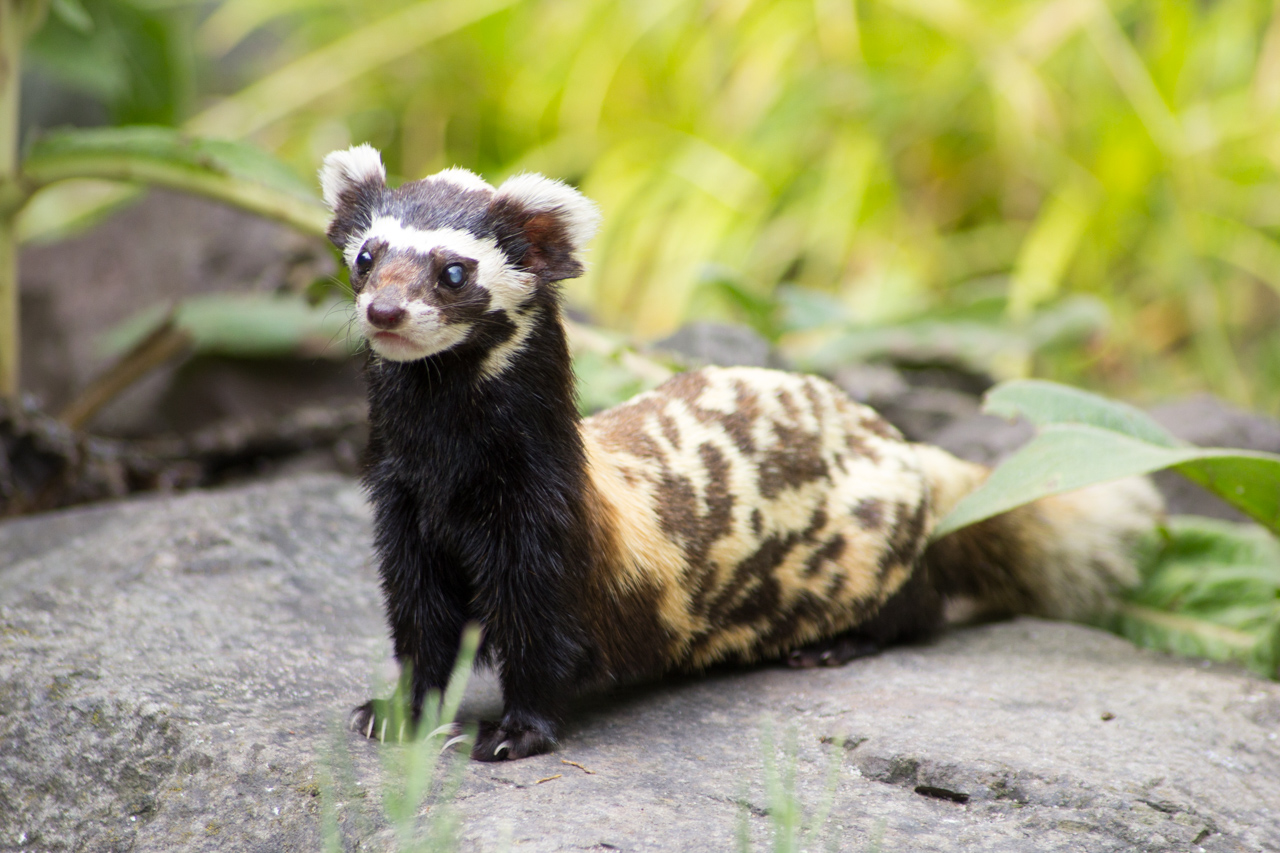
У зоопарку Магдебурга
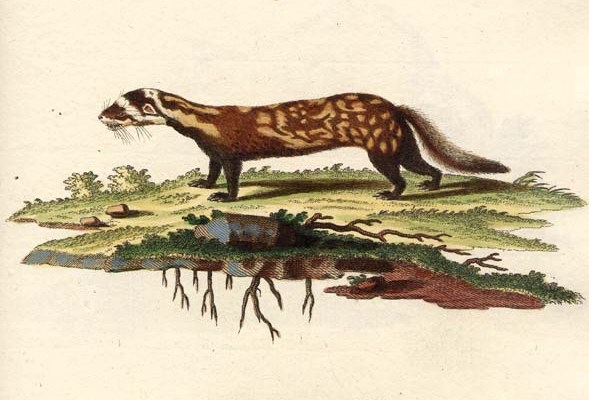
Рисунок фон Шребера, 1780
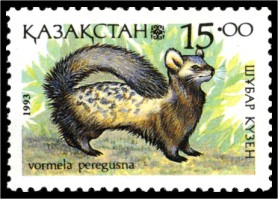
Марка Казахстану
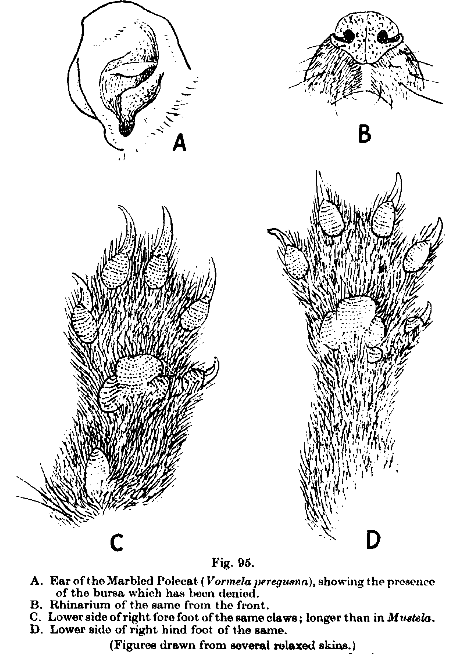
Вухо, ніс і лапи перегузні
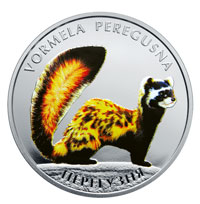
Монета випущена Національним Банком України